# 16. februar
16. februar er dag 47 i året, i den gregorianske kalender. Der er 318 dage tilbage af året (319 i skudår).
Julianes dag. Der findes 3 helgeninder med dette navn, der alle led martyrdøden.

### Begivenheder
Født - Dødsfald
- 1568 - Hele den hollandske befolkning dømmes til døden af den romersk-katolske kirke for kætteri.
- 1918 - Litauen proklamerer sin uafhængighed.
- 1923 - Den engelske arkæolog Howard Carter åbner faraoen Tut Ankh Amons gravkammer.
- 1940 - Den såkaldte "Altmark-affære" finder sted, da britiske krigsskibe uden hensyn til Norges neutralitet standser det tyske orlogsskib Altmark og befrier cirka 300 fangne britiske sømænd i Jøssingfjorden, nord for Flekkefjord. Episoden satte perspektiv om Norges udsatte stilling som neutral.
- 1948 - Gerard P. Kuiper opdager Uranus-månen Miranda.
- 1959 - Fidel Castro bliver regeringschef i Cuba.
- 1976 - De første 55 km af verdens længste gade på 1.896,2 km bliver åbnet. Gaden, Yonge Street, løber i nordvestlig retning fra Toronto i Canada til Rainy River ved Ontario-Minnesotagrænsen i USA.
- 1979 - Storebæltsfærgen Sprogø sidder fast i isen i 11 timer.
- 1980 - Verdens hidtil længste trafikkø opstår i Frankrig, da der bliver en bilkø på 176 km fra Lyon og nordpå mod Paris.
- 1987 - Den spanske regering meddeler, at gymnasieundervisning skal være gratis, og at familier med lav indkomst skal slippe for universitetsafgifter. Forud er gået massedemonstrationer i flere spanske byer, og regeringens beslutning er en stor sejr for studenterne og gymnasiasterne.
- 1989 - Den 24-årige dansk-tyrkiske Eyup Can bliver i Lorry i København europamester i professionel fluevægtsboksning, da han slår skotten Pat Clinton på point.
- 2001 - To danske og en britisk ingeniør fra firmaet Kampsax bliver kidnappet i Bangladesh af en hidtil ukendt guerillagruppe. 29 dage senere bliver de løsladt uskadte.
- 2005 - Kyoto-aftalen træder i kraft, efter at Rusland har ratificeret den.

### Født
- 1497 - Philipp Melanchthon, tysk teolog (død 1560).
- 1620 - Frederik Vilhelm den Store, kurfyrste i Brandenburg (død 1688).
- 1815 - W.C.E. Sponneck, dansk rigsgreve og finansminister (død 1888).
- 1831 - Nikolaj Leskov, russisk forfatter (død 1895).
- 1834 - Ernst Haeckel, tysk biolog og filosof (død 1919).
- 1921 - Hua Guofeng, kinesisk kommunistisk politiker (død 2008).
- 1926 - John Schlesinger, engelsk filminstruktør (død 2003).
- 1935 - Sonny Bono, amerikansk entertainer (død 1998).
- 1941 - Kim Jong-il, nordkoreansk leder (død 2011).
- 1944 - Ole Thisted, dansk journalist.
- 1951 - Mai Buch, dansk iværksætter og direktør.
- 1957 - John Stampe, dansk fodboldspiller og -træner (død 2012).
- 1959 - John McEnroe, amerikansk tennisspiller.
- 1959   - Ice-T, amerikansk rapper og skuespiller.
- 1961 - Andy Taylor, engelsk sanger og guitarist i Duran Duran.
- 1963 - Maria Bramsen, dansk sanger.
- 1964 - Bebeto, brasiliansk fodboldspiller.
- 1965 - Helene Egelund, dansk skuespiller.
- 1966 - Monique, dansk sanger.
- 1970 - Cecilie Eken, dansk forfatter.
- 1972 - Chris Terkelsen, dansk orienteringsløber.
- 1992 - Nicolai Boilesen, dansk fodboldspiller.

### Dødsfald
- 1886 - Albert Küchler, dansk maler (født 1803).
- 1889 - F.F. Tillisch, dansk politiker og minister (født 1801).
- 1917 - Octave Mirbeau, fransk forfatter, journalist og kunstkritiker (født 1848).
- 1931 – Julius Petersen, dansk kemiker og professor (født 1865).
- 1942 - Valdemar Vedel, dansk litteraturforsker (født 1865).
- 1944 - Henri Nathansen, dansk forfatter (født 1868).
- 1947 - Valdemar Møller, dansk skuespiller (født 1885).
- 1953 - Anton Berntsen, dansk forfatter (født 1873).
- 1980 - Niels Matthiasen, dansk politiker og kulturminister (født 1924).
- 1983 - Ivan Salto, dansk journalist (født 1922).
- 1990 - Keith Haring, amerikansk popkunstner (født 1958).
- 1992 - Angela Carter, engelsk forfatter (født 1940).
- 1992 - G.A.L. Thorsen, dansk opfinder, entreprenør og rigmand (født 1916).
- 1999 - Björn Afzelius, svensk sanger (født 1947).

|  | Denne datoartikel kan blive bedre, hvis der indsættes et (bedre) billede Du kan hjælpe ved at afsøge Wikimedia Commons for et passende billede eller uploade et godt billede til Wikimedia Commons iht. de tilladte licenser og indsætte det i artiklen. |